# Alfons III van Asturië
Alfons III de Grote (ca. 848 - 20 december 910) werd geboren als oudste zoon van Ordoño I van Asturië en zijn echtgenote Munia.

## Biografie
Op achttienjarige leeftijd volgde hij zijn overleden vader op als koning van Asturië in 866 tot 910. Hij maakte van León, dat zijn vader in 856 had heroverd, zijn nieuwe residentie wat maakte dat in de nabije toekomst van het "Koninkrijk León" zou gesproken worden in plaats van het "Koninkrijk Asturië".
Hij was overwinnaar in diverse gevechten tegen de Moren en bezette in 868 Porto en in 878 Coimbra.
Zijn oudste zoon Garcia verwierf León, zoon Ordoño het deel Galicië en Asturië kwam toe aan de jongste zoon Fruela.
De afloop van Alfons' bestuur en de machtsoverdracht verliepen echter niet rimpelloos. De oudste zoon Garcia ondernam immers een rebellie tegen zijn vader maar verloor. Hij werd gekerkerd maar zijn broers zetten een samenzwering op met hun moeder. Alfons III moest inbinden en werd gedwongen tot troonsafstand.
De oude koning ging in ballingschap en stierf nog hetzelfde jaar (910). Alfons zou het beroemde Kruis van Covadonga aan de kathedraal van Oviedo hebben geschonken.

## Familie en kinderen
Alfons III was zoon van Ordoño I van Asturië en Munia. Hij was getrouwd met Jimena, dochter van García Íñiguez en hadden zes zonen waarvan drie later delen van het erfrijk verwierven.
Kinderen van Alfons III en Jimena, waaronder:
- Garcia
- Ordoño
- Fruela

## Voorouders
| Voorouders van Alfons III van Asturië (848-910) | Voorouders van Alfons III van Asturië (848-910) | Voorouders van Alfons III van Asturië (848-910) | Voorouders van Alfons III van Asturië (848-910) | Voorouders van Alfons III van Asturië (848-910) | Voorouders van Alfons III van Asturië (848-910) | Voorouders van Alfons III van Asturië (848-910) | Voorouders van Alfons III van Asturië (848-910) | Voorouders van Alfons III van Asturië (848-910) |
| ----------------------------------------------- | ----------------------------------------------- | ----------------------------------------------- | ----------------------------------------------- | ----------------------------------------------- | ----------------------------------------------- | ----------------------------------------------- | ----------------------------------------------- | ----------------------------------------------- |
| Overgrootouders                                 | Bermudo I van Asturië (-797) ∞ Usenda (-)       | Bermudo I van Asturië (-797) ∞ Usenda (-)       | ? (-) ∞ ? (-)                                   | ? (-) ∞ ? (-)                                   | ? (-) ∞ ? (-)                                   | ? (-) ∞ ? (-)                                   | ? (-) ∞ ? (-)                                   | ? (-) ∞ ? (-)                                   |
| Grootouders                                     | Ramiro I van Asturië (790-850) ∞ Urraca (-)     | Ramiro I van Asturië (790-850) ∞ Urraca (-)     | Ramiro I van Asturië (790-850) ∞ Urraca (-)     | Ramiro I van Asturië (790-850) ∞ Urraca (-)     | ? (-) ∞ ? (-)                                   | ? (-) ∞ ? (-)                                   | ? (-) ∞ ? (-)                                   | ? (-) ∞ ? (-)                                   |
| Ouders                                          | Ordoño I van Asturië (830-866) ∞ Munia (-)      | Ordoño I van Asturië (830-866) ∞ Munia (-)      | Ordoño I van Asturië (830-866) ∞ Munia (-)      | Ordoño I van Asturië (830-866) ∞ Munia (-)      | Ordoño I van Asturië (830-866) ∞ Munia (-)      | Ordoño I van Asturië (830-866) ∞ Munia (-)      | Ordoño I van Asturië (830-866) ∞ Munia (-)      | Ordoño I van Asturië (830-866) ∞ Munia (-)      |